# Карапетян, Паруйр Виласович
Пару́йр Вила́сович Карапетя́н (арм. Պարույր  Կարապետյան, 3 октября 1959, Ангехакот, Сюник, Армянская ССР) — армянский политический и государственный деятель.

## Биография
Родился в 1959 году в селе Ангехакот в Сюнике.
В 1977—1980 годах учился в Ереванском техникуме пищевой промышленности. С 1980 года работал в колхозах «Анастасаван» и имени Шаумяна Шаумянского района колхозником и бригадиром.
В 1986 году поступил на агрономический факультет Армянского сельскохозяйственного института, который окончил в 1991 году, получив квалификацию учёного агронома. Работал в ереванской гостинице «Себастия» старшим директором-администратором (1991—1998), руководителем общины Ачапняк Еревана (1998—1999).
В 1999—2003 годах депутат парламента Армении второго созыва.
1 августа 2005 года указом премьер-министра был назначен заместителем начальника по управлению государственным имуществом при правительстве Армении. Освобождён от должности в 2011 году.